# Кузнецова, Евгения Петровна
Евге́ния Петро́вна Кузнецо́ва (18 декабря 1980, Ленинград, СССР) — российская, а позже болгарская, гимнастка, серебряный призёр Олимпийских игр. Заслуженный мастер спорта России.

## Карьера
Воспитанница СДЮШОР Пушкинского района Санкт-Петербурга.
В 15 лет на Олимпийских играх в Атланте Евгения выиграла серебряную медаль в командном первенстве.
Дважды она становилась серебряным призёром чемпионатов мира и дважды выигрывала чемпионат Европы.
В 2001 году приняла решение выступать за команду Болгарии. В том же году на мировом первенстве Кузнецова заняла 15-е место в командных соревнованиях, а на Олимпиаде в Афинах Евгения стала 93-й в абсолютном первенстве, 81-й на брусьях и 46-й на бревне.

## Награды
- Медаль ордена «За заслуги перед Отечеством» II степени (6 января 1997 года) — за заслуги перед государством и высокие спортивные достижения на XXVI летних Олимпийских играх 1996 года[3]